# Zasłonak purpurowoblaszkowy

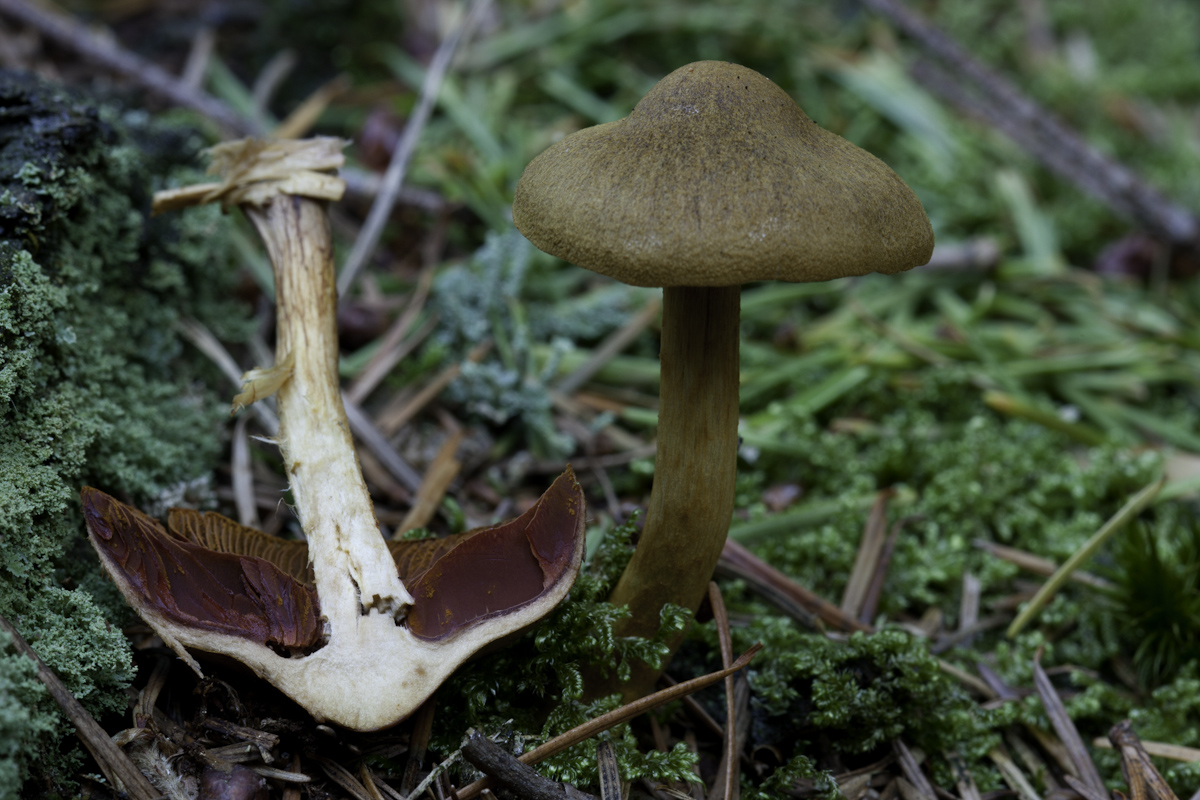

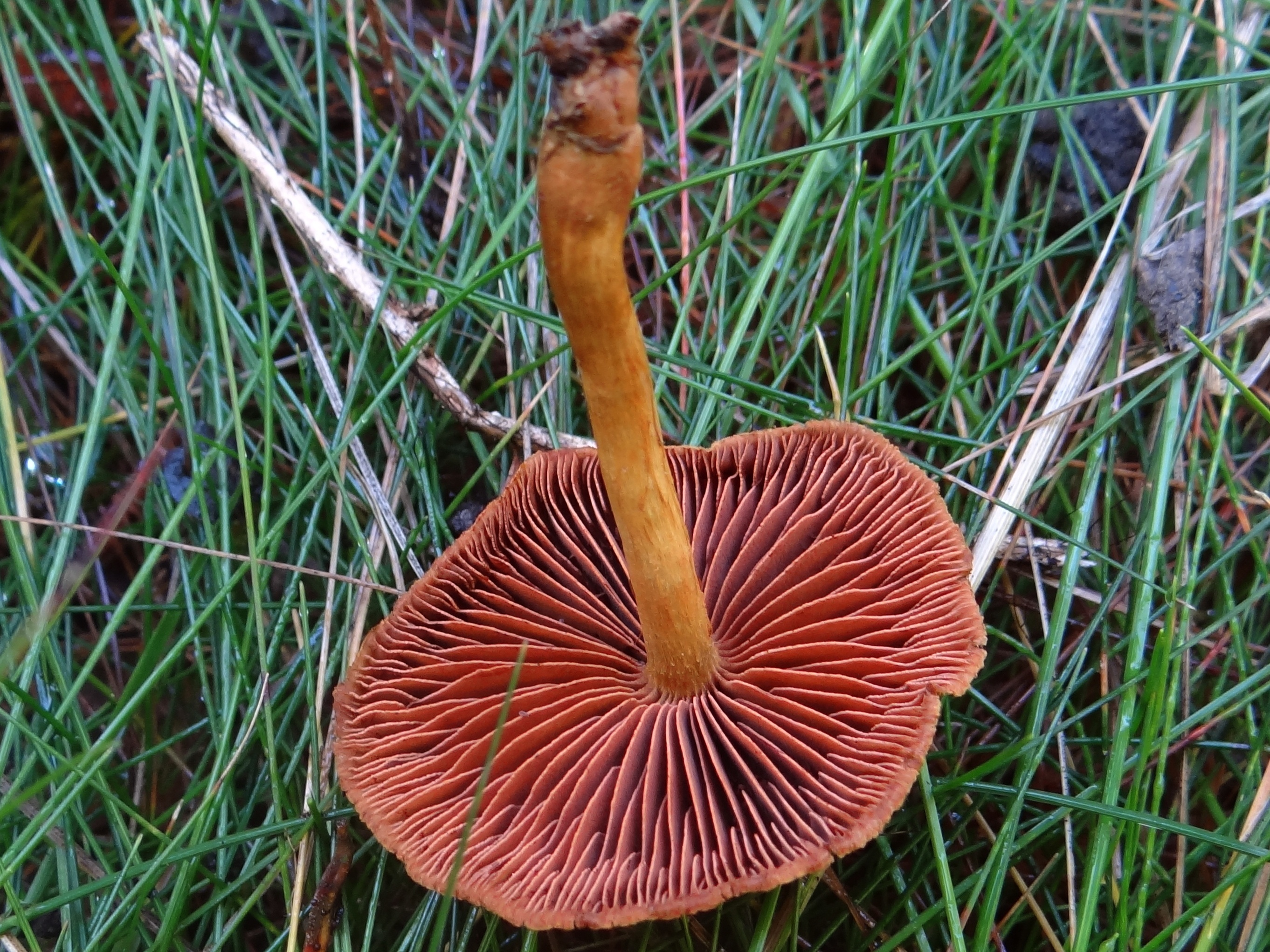
Blaszki i trzon

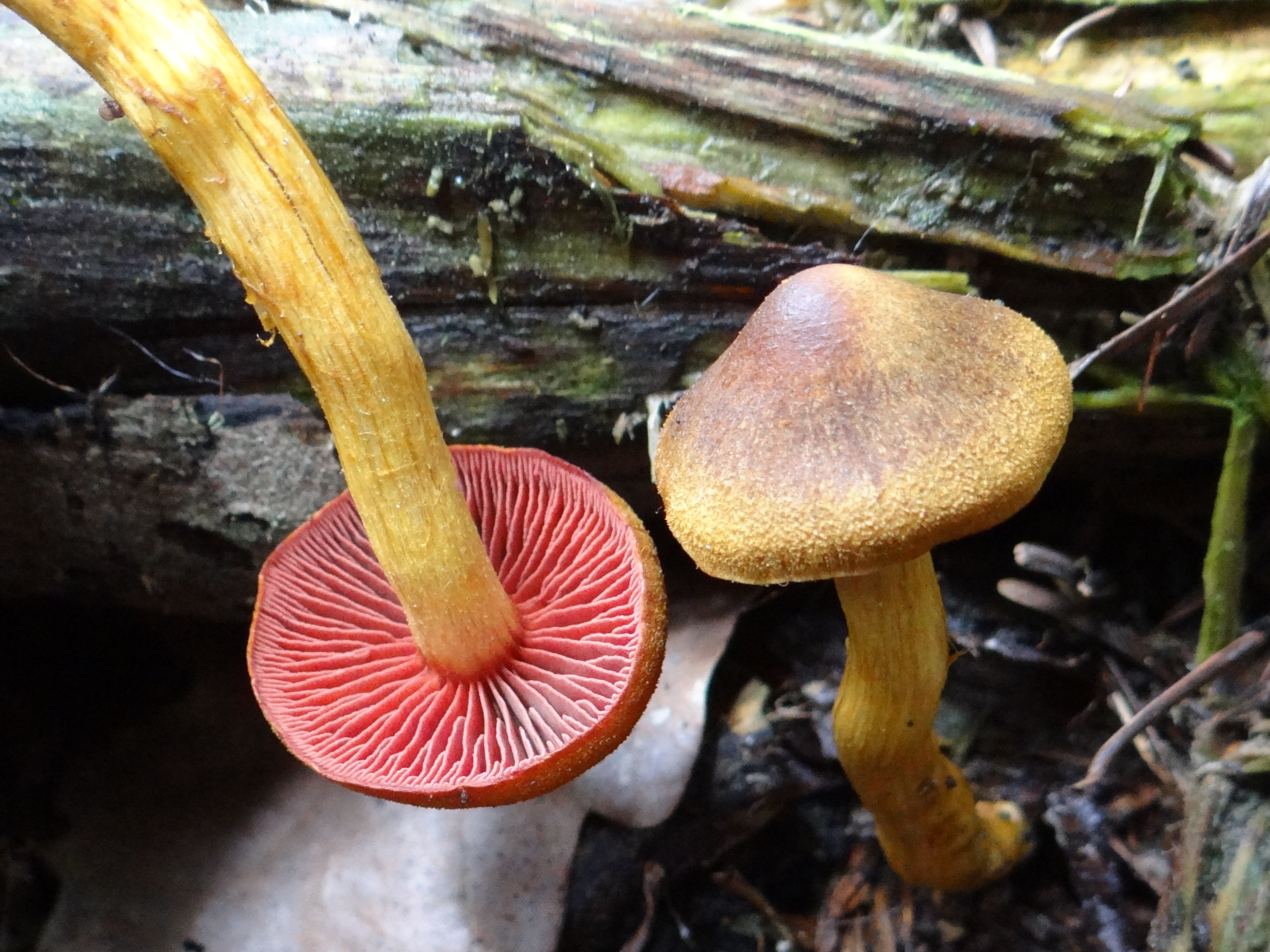

Zasłonak purpurowoblaszkowy (Cortinarius semisanguineus (Fr.) Gillet) – gatunek grzybów należący do rodziny zasłonakowatych (Cortinariaceae).

## Systematyka i nazewnictwo
Pozycja w klasyfikacji według Index Fungorum: Cortinarius, Cortinariaceae, Agaricales, Agaricomycetidae, Agaricomycetes, Agaricomycotina, Basidiomycota, Fungi.
Po raz pierwszy takson ten zdiagnozował w roku 1821 Elias Fries, nadając mu nazwę Agaricus cinnamomeus a semisanguineus. Obecną, uznaną przez Index Fungorum nazwę nadał mu w roku 1874 Claude-Casimir Gillet, przenosząc go w swoim dziele pt. Les Hyménomycètes ou Description de tous les Champignons qui Croissent en France do rodzaju Cortinarius.
Niektóre synonimy naukowe:
- Agaricus cinnamomeus a semisanguineus Fr. 1821
- Cortinarius cinnamomeus f. semisanguineus (Fr.) Sacc. 1887
- Dermocybe semisanguinea (Fr.) M.M. Moser 1974
- Flammula cinnamomea var. semisanguinea (Fr.) P. Kumm. 1871

Nazwę polską podał Andrzej Nespiak w 1975 r. W polskim piśmiennictwie mykologicznym gatunek ten opisywany był też jako zasłonak krwistoblaszkowy. W niektórych atlasach grzybów opisywany jest też jako skórzak krwistoblaszkowy.

## Morfologia
Kapelusz
Średnicy 1–6 cm, młody wypukły, starszy płaskołukowaty, często z garbkiem, gładki lub łuseczkowaty. Za młodu matowy, później nagi i błyszczący. Ma kolor od cynamonowego przez oliwkowobrązowy do cynamonowobrązowego.
Blaszki
Mają szerokość do 10 mm. Są przyrośnięte zatokowato, gęsto rozstawione, początkowo barwy krwistoczerwonej, później brązowoczerwonawej, z jaśniejszymi ostrzami.
Trzon
O długości 3–7 cm, grubości 4–6 mm, walcowaty, u nasady włóknisty. Ma żółtawy lub żółtoochrowy kolor, u podstawy często jest zaczerwieniony.
Miąższ
Barwy żółtawej, u podstawy czerwonawy i włóknisty. Ma rzodkiewkowy smak i zapach (ze względu na toksyczność, nie należy jednak próbować owocników).
Wysyp zarodników
Rdzawobrązowy. Zarodniki eliptyczne, z drobnymi brodawkami; o rozmiarach 6,5–8 × 4,5–5 µm.
Gatunki podobne
- zasłonak cynamonowy (Cortinarius cinnamomeus). Odróżnia się cynamonowożółtymi łuseczkami na kapeluszu[4],
- zasłonak miedzianordzawy (Cortinarius purpureus). Ma czerwonobrązowy kapelusz a trzon niemal cały jest czerwony i włóknisty[4],
- lakówka pospolita (Laccaria laccata), która ma rzadko ustawione blaszki i biały wysyp zarodników. Jadalna[5].

## Występowanie i siedlisko
Opisano występowanie tego gatunku w Ameryce Północnej, Europie i Nowej Zelandii. W Polsce jest pospolity.
Rośnie od sierpnia do października, głównie w lasach iglastych, pod świerkami i sosnami, rzadko tylko można go spotkać pod drzewami liściastymi (buk, dąb, brzoza). Występuje zarówno na nizinach, jak i w górach. Jest dość częsty.

## Znaczenie
Grzyb mykoryzowy. Grzyb trujący: zatrucia orellaninowe.